# Herbstia brasiliana
Herbstia brasiliana là loài thực vật có hoa thuộc họ Dền. Loài này được (Moq.) Sohmer mô tả khoa học đầu tiên năm 1976.